# Eric von Hippel
Eric von Hippel (nacido el 27 de agosto de 1941) es un economista estadounidense y profesor en la MIT Sloan School of Management, que se ha especializado en la naturaleza y la economía de la innovación distribuida y abierta. 

## Infancia
Eric von Hippel creció en los suburbios de Weston, MA con sus padres, tres hermanos y una hermana. Eric von Hippel es hijo del científico de materiales y físico Arthur Robert von Hippel, quien también fue profesor en el MIT. Su tío abuelo es el oftalmólogo alemán Eugen von Hippel.
En sus primeros años, Eric asistió a una escuela pública dentro de la ciudad, pero luego se mudó a la Cambridge School of Weston, una escuela privada progresiva, para 8.º grado, así como también para sus últimos años. Incluso cuando era un niño pequeño, fuera del aula, uno de los pasatiempos favoritos de Eric era tratar de crear e inventar cosas nuevas. Gran parte de su inspiración provino de su padre, Arthur Robert von Hippel, quien también fue profesor en el MIT.

## Educación
Para su licenciatura, Eric von Hippel asistió al Harvard College. En una entrevista con Eric, citó que eligió Harvard en lugar del MIT por la oportunidad de dedicarse a las artes liberales, ya que se especializó en Economía. Su decisión de centrarse en la economía se derivó de sus ensayos en biología e historia, y descubrió que ninguno de ellos era particularmente adecuado para él. Después de realizar varios inventos después de graduarse, Eric regresó a la escuela para obtener su maestría en Ingeniería Mecánica en el MIT. A partir de ahí, comenzó a crear su propia empresa, trabajó en el consultor de gestión McKinsey & Co. y, finalmente, estudió en la Universidad Carnegie Mellon para obtener su Ph.D. en innovación.

## Campos de actividad
Es conocido por su trabajo en el desarrollo del concepto de innovación del usuario: los usuarios finales, en lugar de los fabricantes, son responsables de una gran cantidad de innovación. Para describir este fenómeno, en 1986 introdujo el término de usuario líder. El trabajo de Hippel tiene aplicaciones en estrategia de los negocios y software de fuente abierta / libre (FOSS), y es uno de los científicos sociales más citados que escriben sobre FOSS.
El BUGvonHippel, llamado así por Eric von Hippel y que lleva su nombre en Braille, es un módulo de placa de ruptura y un ejemplo de hardware de código abierto.
Hippel es miembro de la Junta Asesora de Innovación para Pacientes (https://patient-innovation.com), una organización sin fines de lucro, internacional, multilingüe y gratuita para pacientes y cuidadores de cualquier enfermedad para compartir sus innovaciones.

## Grados
- University of Vaasa - Ph.D.   2018 (Hon)
- Hamburg University of Technology - Ph.D.   2013 (Hon)
- Copenhagen Business Schoo - Ph.D.  2007 (Hon)
- Ludwig-Maximillians Universität München - Ph.D. 2004 (Hon)
- Carnegie Mellon University - Ph.D. 1974
- Massachusetts Institute of Technology - S.M. 1966
- Harvard College - B.A.	1964

## Mayores aportaciones

### Innovación de usuarios
La innovación de los usuarios es la idea de que los usuarios y consumidores más que los proveedores son los innovadores de los nuevos productos. Eric von Hippel fue uno de los primeros en notar esta tendencia y explorarla. Los productos fabricados por los fabricantes se desarrollan típicamente para satisfacer una amplia gama de necesidades de una amplia gama de personas. Por lo tanto, cuando un usuario particular experimenta necesidades que aún no son percibidas por la mayoría de los consumidores, ellos mismos hacen los ajustes para satisfacer sus propias necesidades. A menudo, estas ideas luego se envían a las empresas de fabricación de estos usuarios con la esperanza de que el producto se produzca para ellos. Este proceso se llama "revelación gratuita". La innovación del usuario se puede ver en una amplia gama de productos, desde equipos de limpieza para el hogar hasta dispositivos médicos. En el campo de los instrumentos científicos, la investigación de Hippel incluso ha encontrado que la innovación del usuario es una influencia dominante.
La innovación del usuario se extiende no solo a los productos tangibles sino también a los servicios. Hippel descubrió que el ochenta y cinco por ciento de las personas se auto-proveían con procesos bancarios y contables antes de que los bancos ofrecieran este servicio. Más recientemente, junto con Pedro Oliveira y sus colegas estudiaron el papel de los pacientes de enfermedades crónicas y sus cuidadores en la creación de nuevas soluciones para ayudarles a enfrentar sus afecciones de salud. Ellos administraron una encuesta a 500 pacientes de enfermedades raras / cuidadores y encontraron que 40 individuos (8% de la muestra) informaron soluciones que personalmente encuentran valiosas y que también son evaluadas como novedosas por evaluadores médicos expertos. Si algo como esta fracción de innovadores se mantiene para la población general de cientos de millones de personas en todo el mundo que se estima padecen enfermedades raras, los pacientes y sus cuidadores pueden ser un enorme recurso potencial para mejorar la administración y la atención de muchos de los que padecen enfermedades similares.
Una extensión de las innovaciones del usuario es la idea de los usuarios líderes. Estos son los individuos que la primera vez que sienten la necesidad de un producto o servicio lo crean por sí mismos. La identificación del usuario líder es un elemento esencial del método utilizado por las empresas para identificar las más recientes innovaciones en sus áreas de productos, dándoles una idea fundamental de las necesidades de sus usuarios.
A Hippel le resulta interesante que en el Reino Unido, aproximadamente el 8% (3 a 4 millones de personas) de los consumidores modifiquen los productos que utilizan. También piensa que los hospitales tienen derecho a desarrollar y usar ideas, siempre y cuando no las vendan, y le gustaría persuadir al comité de revisión institucional para que apruebe el desarrollo en el uso hospitalario. De esta manera, los médicos harían primero la innovación, y luego las empresas podrían aprovechar los beneficios de dicha innovación. Hizo hincapié en que el número de consumidores que modifican productos y, por lo tanto, innovan supera el número de personas que hacen esto en las empresas.

### Kits de herramientas de innovación
En el sitio web de Eric von Hippel, se afirma que los conjuntos de herramientas de innovación se utilizan para organizar y respaldar la información que se comparte entre varios usuarios y productores de proyectos. En uno de sus artículos titulados "Perspectiva: kits de herramientas de usuario para la innovación", Hippel describe cómo se pueden usar los kits de herramientas de usuario para ayudar a los fabricantes y empresas a determinar los aspectos de los productos y servicios relacionados con las necesidades de los usuarios. Los usuarios cuentan con "kits de herramientas de usuario para la innovación", que ayudan al fabricante a subcontratar tareas que normalmente llevarían mucho tiempo y esfuerzo dentro de la empresa. Una de las primeras áreas en las que se utilizaron los kits de herramientas para usuarios fue en el diseño y fabricación de circuitos integrados personalizados. En este campo, fue crítico que los fabricantes entendieran las necesidades de los usuarios porque podría ocasionar meses de demoras que le costarían a la empresa miles de dólares. LSI Logic produjo una herramienta de diseño de software que sus clientes podrían usar para diseñar circuitos ellos mismos. Este movimiento ayudó a LSI a convertirse en uno de los principales actores en el mercado de circuitos integrados personalizados y los competidores pronto se estaban moviendo en la misma dirección.
"Los kits de herramientas para la innovación del usuario son conjuntos coordinados de herramientas de diseño" fáciles de usar "que permiten a los usuarios desarrollar nuevas innovaciones de productos por sí mismos. Los kits de herramientas no son de propósito general. Más bien, son específicos para los desafíos de diseño de un campo o subcampo específico, como el diseño de circuitos integrados o el diseño de productos de software ".
Los kits de herramientas deben tener las siguientes características:
- Aprendizaje por ensayo y error
- Un espacio de solución apropiado.
- Un conjunto de herramientas fácil de usar
- Módulos de uso común
- Resultado creado fácilmente por el usuario

### Mediciones de la innovación e indicadores
Los investigadores no han comenzado a cuantificar la innovación de los usuarios hasta hace poco. Es importante que los investigadores puedan medir la innovación y recopilar estadísticas para que los responsables políticos puedan ver el impacto de la innovación de los usuarios en las tecnologías modernas. La investigación ha demostrado que muchos de los productos innovadores producidos por los fabricantes eran ideas derivadas de "usuarios líderes". Eric von Hippel ha escrito varios artículos sobre "Mediciones de la innovación" e "Indicadores de innovación". En uno de sus documentos, habla sobre su trabajo con Fred Gault para examinar 1.219 plantas de fabricación canadienses para determinar la prevalencia de la innovación de los usuarios. Pudieron determinar que "Alrededor del 20% de los usuarios innovadores encuestados informaron que transfirieron sus innovaciones a otros usuarios y / o proveedores de equipos, y la mayoría de ellos al menos a veces lo hicieron sin costo alguno para los destinatarios". Los tipos de indicadores de innovación ayudarán al gobierno y otros investigadores a ver el impacto de los usuarios en la innovación.

### Estrategias de innovación
Eric von Hippel se ha centrado en las siguientes áreas principales de estrategias de innovación en su investigación:
- Partición de tareas
- Mejora de los procesos de innovación.
- Búsqueda piramidal

La partición de tareas se refiere a proyectos de innovación que se dividen en tareas más pequeñas. Hippel propone que "la interdependencia de la resolución de problemas entre tareas puede predecirse en muchos proyectos y luego puede gestionarse mediante estrategias que incluyen (1) el ajuste de las especificaciones de la tarea y / o (2) la reducción de las barreras para la interacción de resolución de problemas seleccionado o todos los límites de la tarea".
Hippel llama la atención sobre la mejora de los procesos de innovación con gran detalle. Considera que los procesos requieren un mayor escrutinio y que, a su vez, "su mejora puede afectar significativamente los tipos de problemas de investigación que se pueden abordar, la eficiencia y la velocidad con que se puede realizar la I + D y las posiciones competitivas de las empresas que los emplean".
En su trabajo publicado, Hippel considera crítico que los investigadores de mercado busquen usuarios líderes, "usuarios que están a la vanguardia de cada tendencia identificada en términos de nuevos productos y procesos relacionados y que esperan obtener un beneficio neto relativamente alto de las soluciones a esas necesidades".
La búsqueda piramidal es un proceso de búsqueda basado en la opinión de que las personas con un gran interés en un tema o campo tienden a conocer a las personas más expertas que ellas mismas. Von Hippel afirma que a veces puede ser difícil identificar a los usuarios líderes o al próximo CEO de cualquier compañía, y la búsqueda piramidal puede ayudar en este proceso.

## Inspiración e influencias.
Incluso de niño, Eric von Hippel fue innovador. Como ha escrito, "(cuando eres un niño) si no te gusta lo que tienes, lo haces tú mismo", refiriéndose a los monopatines y scooters de las generaciones pasadas. Los niños diseñaron y produjeron estos productos para ellos mismos, porque no estaban disponibles para ellos de otra manera. Hippel se interesó mucho en este fenómeno y en cómo funcionaba, lo que guio su camino hacia donde se encuentra hoy. 
Hippel sigue de cerca el trabajo de Nathan Rosenberg de la Universidad de Stanford, cuya investigación analiza la economía del cambio tecnológico y el papel económico de la ciencia, así como la historia económica y del desarrollo. El profesor Richard Nelson de la Universidad de Columbia, que se centra en los procesos de cambio económico a largo plazo, con especial énfasis en los avances tecnológicos. Además de la profesora Anne Carter de Brandeis, que se especializa en los campos de la especialización cambiante de las empresas y los trabajadores, la economía de la información, el cambio técnico y la transferencia de tecnología. Hippel también ve al Dr. Nikolaus Franke de la Universidad de Economía y Negocios de Viena como una gran influencia en el campo de la innovación de productos. Franke dirige un instituto sobre métodos de innovación para usuarios líderes y también se centra en la investigación de mercado.

## Información adicional
En una entrevista con Eric von Hippel, este afirmó que los aspectos favoritos de su trabajo eran el trabajo de investigación y la enseñanza, y específicamente el trabajo con estudiantes de doctorado. Su maestro favorito era un profesor de biología de la escuela secundaria a quien Hippel describe como "un tipo maravilloso", quien le mostró cosas nuevas e increíbles desde una nueva perspectiva. Ha dicho que su ídolo es Jean Piaget, psicólogo y filósofo que se centró en aprender sobre las etapas de la vida de los niños a partir de las observaciones.